# Џунгшан
Џунгшан (中山) град је Кини у покрајини Гуангдонг. Према процени из 2009. у граду је живело 352.264 становника.

## Становништво
Према процени, у граду је 2009. живело 352.264 становника.
| 1990.   | 2000.   | 2009    |
| ------- | ------- | ------- |
| 273.027 | 319.401 | 352.264 |